# Lucía Cantero
Lucía Cantero (6 de septiembre de 1996) es una deportista boliviana que compite en judo. Ganó una medalla de bronce en el Campeonato Panamericano de Judo de 2019, en la categoría de –78 kg.

## Palmarés internacional
| Campeonato Panamericano | Campeonato Panamericano | Campeonato Panamericano | Campeonato Panamericano |
| Año                     | Lugar                   | Medalla                 | Categoría               |
| ----------------------- | ----------------------- | ----------------------- | ----------------------- |
| 2019                    | Lima (Perú)             | Medalla de bronce       | –78 kg                  |